# 徳島市城西中学校
徳島市 城西中学校（とくしまし じょうせいちゅうがっこう）は、徳島県徳島市南矢三町二丁目にある公立中学校。

## 概要
城西中学校は、徳島市の西部に位置し、南に徳島市のシンボル眉山を望み、北に四国三郎吉野川の豊かな流れをいだく、豊かな自然環境に恵まれた中学校である。校区は佐古地区と加茂地区。
2001年（平成13年）には新体育館が竣工し、体育の授業のほか部活動や地域の活動、各種大会の会場などに活用されている。

## 生徒数
2016年（平成28年）5月1日現在
- 1年 7学級 220名
- 2年 7学級 234名
- 3年 7学級 217名

計24学級（特別支援学級3学級含む）671名

## 部活
運動部
- 剣道部
- 弓道部
- サッカー部
- バレーボール部
- 男子バスケットボール部
- 女子バスケットボール部
- 卓球部
- 女子ソフトテニス部
- 男子ソフトテニス部
- 陸上競技部
- ソフトボール部
- 野球部
- 水泳部
- 体操部

文化部
- 吹奏楽部
- 合唱部
- 書道部
- 美術部

## 最寄駅
- JR佐古駅
- JR蔵本駅

## 校歌
- 1949年（昭和24年）10月16日制定

作詞　宮本村雄　　　作曲　若松成治

## 著名な卒業生
- 仙谷由人（政治家）
- 田村直弘（元プロサッカー選手）
- 西浦直之（お笑いタレント、元・キャンパスボーイ）
- 藤本聰（柔道パラリンピック日本代表）
- 堀琴音（プロゴルファー、堀奈津佳の妹）
- 堀奈津佳（プロゴルファー、堀琴音の姉）

## 関連学校
- 徳島市千松小学校
- 徳島市佐古小学校

## 通学区域が隣接している学校
- 徳島市徳島中学校
- 徳島市富田中学校
- 徳島市八万中学校
- 徳島市加茂名中学校
- 徳島市不動中学校
- 徳島市応神中学校